# Chevannes, Loiret
Chevannes är en kommun i departementet Loiret i regionen Centre-Val de Loire strax norr Frankrikes mitt. Kommunen ligger i kantonen Ferrières-en-Gâtinais som tillhör arrondissementet Montargis. År 2022 hade Chevannes 319 invånare.

## Befolkningsutveckling
Antalet invånare i kommunen Chevannes
| Referens: INSEE |